# Pin (Francia)
 Pin  es una población y comuna francesa, situada en la región de Franco Condado, departamento de Alto Saona, en el distrito de Vesoul y cantón de Marnay.

## Demografía
| 335 | 360 | 354 | 426 | 504 | 569 | 689 |
| Para los censos de 1962 a 1999 la población legal corresponde a la población sin duplicidades (Fuente: INSEE [Consultar]) |     |     |     |     |     |     |